# Botkyrka kommun
59°12′N 17°49′Ø / 59.200°N 17.817°Ø
Botkyrka kommune ligger i det svenske län Stockholms län i Södermanland. Kommunens administrationscenter ligger i Tumba.

## Byområder
Botkyrka kommune har fire byområder.
I tabellen er indbyggertal pr 31. december 2005.
| #  | Byområde  | Indbyggere |
| -- | --------- | ---------- |
| 1. | Stockholm | 50 613*    |
| 2. | Tumba     | 21 140     |
| 3. | Vårsta    | 2 353      |
| 4. | Sibble    | 280        |

- *Den del af Stockholm som ligger i Botkyrka kommun. Stockholm ligger også i følgende kommuner; Järfälla, Huddinge, Haninge, Tyresö, Danderyd, Sollentuna, Solna, Stockholm, Nacka og Sundbybergs kommun.

- Wikimedia Commons har flere filer relateret til Botkyrka kommun